# Công viên địa chất Ciletuh-Palabuhanratu
Công viên địa chất Ciletuh-Palabuhanratu (tiếng Indonesia: Taman Bumi Ciletuh-Palabuhanratu) là một công viên địa chất quốc gia nằm tại Palabuhanratu, Tây Java, Indonesia. Nó được UNESCO công nhận là Công viên địa chất quốc gia vào năm 2015, và là thành viên của Mạng lưới Công viên Địa chất Toàn cầu vào tháng 4 năm 2018.
Với diện tích 128.000 ha, công viên trải rộng trên 8 tiểu huyện và 74 ngôi làng của Palabuhanratu.